# Lasserrade
 Lasserrade  (en occitano La Serrada) es una población y comuna francesa, ubicada en la región de Mediodía-Pirineos, departamento de Gers, en el distrito de Mirande y cantón de Plaisance.

## Historia
La comuna se denominó Lasserade hasta el 25 de febrero de 2020.

## Demografía
| 308 | 295 | 268 | 251 | 211 | 226 |
| Para los censos de 1962 a 1999 la población legal corresponde a la población sin duplicidades (Fuente: INSEE [Consultar]) |     |     |     |     |     |